# 麥迪遜山
80°26′S 160°10′E / 80.433°S 160.167°E
麥迪遜山（英語：Mount Madison），是南極洲的山峰，位於沙克爾頓海岸，處於塞爾伯恩角以西13公里的伯德冰川南岸，海拔高度1,385米，現時由南極條約體系管理。